# No Mercy (2005)
No Mercy (2005) foi um evento pay-per-view realizado pela World Wrestling Entertainment, ocorreu no dia 9 de outubro de 2005 no Toyota Center, na cidade de Houston, Texas. Esta foi a oitava edição da cronologia do No Mercy.

## Resultados
| #                              | Lutas | Estipulação                                              | Tempo |
| ------------------------------ | --- | -------------------------------------------------------- | ----- |
| Sunday Night Heat              | William Regal e Paul Burchill derrotaram Paul London e Brian Kendrick                                                       | Tag Team match                                           | 05:09 |
| 1                              | The Legion of Doom (Road Warrior Animal & Heidenreich) e Christy Hemme derrotaram MNM (Joey Mercury, Johnny Nitro e Melina) | Six-Person Intergender Tag Team match                    | 06:28 |
| 2                              | Bobby Lashley derrotou Simon Dean                                                                                           | Singles match                                            | 01:55 |
| 3                              | Chris Benoit (c) derrotou Booker T (com Sharmell), Christian e Orlando Jordan                                               | Fatal Four Way match pelo WWE United States Championship | 10:22 |
| 4                              | Mr. Kennedy derrotou Hardcore Holly                                                                                         | Singles match                                            | 08:49 |
| 5                              | John "Bradshaw" Layfield (com Jillian Hall) derrotou Rey Mysterio                                                           | Singles match                                            | 13:24 |
| 6                              | Randy Orton e "Cowboy" Bob Orton derrotaram The Undertaker                                                                  | 2-on-1 Handicap Casket match                             | 19:16 |
| 7                              | Juventud (com Psicosis e Super Crazy) derrotou Nunzio (c) (com Vito)                                                        | Singles match pelo WWE Cruiserweight Championship        | 06:38 |
| 8                              | Batista (c) derrotou Eddie Guerrero                                                                                         | Singles match pelo World Heavyweight Championship        | 18:40 |
| (c) Campeão(s) antes das lutas | |                                                          |       |